# European University Institute

Institutets logotyp

European University Institute är ett självständigt forskningsinstitut i Florens i Italien under Europeiska unionens huvudmannaskap. Det grundades 1972 av de sex medlemsstaterna i det som då ingick i Europeiska gemenskaperna. Danmark, Irland och Storbritannien gick med i EG 1973 och anslöt sig så småningom till konventuonen som etablerade EUI. En ny konvention antogs 1992 av de då tolv EG-medlemsstaterna som reviderade 1972 års konvention. Den trädde i kraft 2007 när det sista av de signerande länderna ratifierade konventionen.